# اداگادی
اداگادی (به انگلیسی: Adagadi) در هند است که در کارناتاکا واقع شده‌است.